# Sikmarö kanal

Sikmarö kanal är en kanal på Blidö i Norrtälje kommun som förbinder Sikmarfladen med Svartlögafjärden.
Inloppet nås via Svartlögafjärden på södra Blidö. Insegling kan ske på utsidan av Tviklubbarna eller via Kroksöfladen. Vid kanalens inlopp ses Linkuddens naturreservat på styrbords sida. Där finns även en brygga som förvaltas av Skärgårdsstiftelsen i Stockholms län.
Sikmarö kanal har en längd av 1650 meter och är cirka 10 meter bred. Den håller ett djup på 1,85 meter vid medelvattenstånd. Två kraftledningar går över kanalen, den ena på 11,5 meter och den andra på 10 meter. Kanalen mynnar ut mitt i Sikmarfladen med Mörtviken i söder och Bodaviken i norr. Sunda gård med utsikt över Sikmarfladen kan även beskådas från denna plats samt Sikmarö by på motsatta sidan.
Sikmarsundet avgränsas i dagsläget vid Notholmen av en vägbank mot insjöviken Putten och i andra ändan mot Strömsviken/Blidösundet är det uppgrundat och igenväxt. Sikmarsundet utgör en del av Kung Valdemars segelled från 1200-talet - då omnämnt som Sicmar. Linkudden omskrivs som Lincer.
Området förvaltas av Föreningen för Sikmarösundets bevarande (FFSB).